# Байуда
Байуда — пустыня, находится в восточной части пустыни Сахара, охватывая приблизительно 100 000 км² северо-восточного Судана к северу от Омдурмана и к югу от Корти. Окружена большим изгибом Нила в северной, восточной и южной части, и ограничена вади Мукаддам в западной части. Вытянутый с севера на юг вади Абу Дом разделяет пустыню Байуда на восточное вулканическое поле Байуда и западные охристые песчаные барханы, усыпанные скалистыми обнажениями.
В наши дни ведётся, в месяцы с октября по март, добыча золота, которое содержится в золотоносных кварцах, извлекаемых из вади и неглубоких шахт. Эти работы обычно проводятся там, где ранее велась золотодобыча в период Нового царства Египта и раннего арабского периода.

## Караванный путь Байуда
На протяжении существования цивилизации Мероитов пустыня Байуда служила связующим звеном между северными и южными районами царства Куш, а Напата и Мероэ были конечными точками этого маршрута. Стела царя Настасена свидетельствует о существовании и использовании этого маршрута, описывая его продвижение через пустыню из Мероэ в Напату для своей коронации.

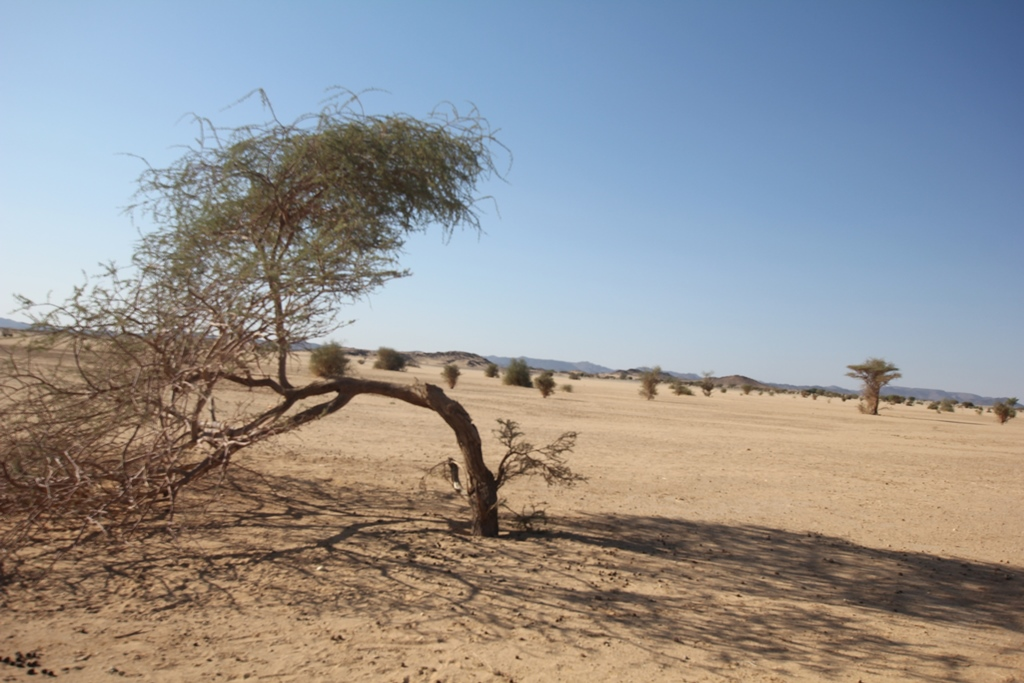
Пустыня Байуда с растущими деревьями акаций
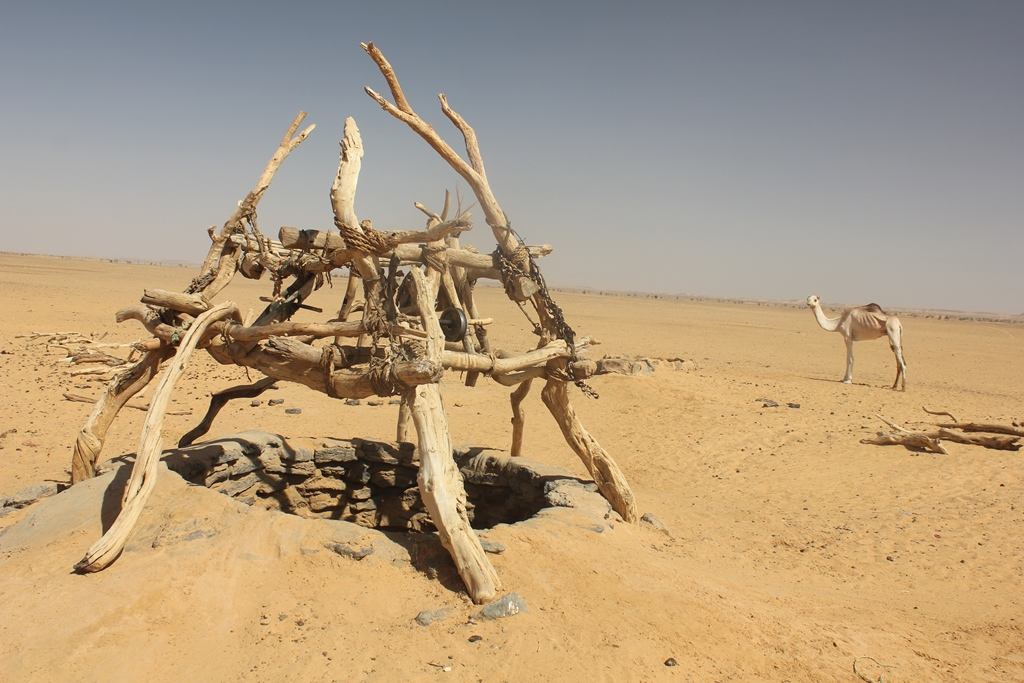
Пустынный колодец, используемый пастухами-кочевниками Бишари